# Tettigometra lyncea
Tettigometra lyncea är en insektsart som beskrevs av Géza Horváth 1903. Tettigometra lyncea ingår i släktet Tettigometra och familjen Tettigometridae.
Artens utbredningsområde är Frankrike. Inga underarter finns listade i Catalogue of Life.